# Kivikylän Areena
La Kivikylän Areena est une patinoire située à Rauma en Finlande. 

## Description
Elle ouvre en 1970.
La patinoire accueille notamment l'équipe de hockey sur glace du Lukko Rauma de la Liiga. La patinoire a une capacité de 5 400 spectateurs.